# Nate Archibald
Nathaniel Archibald, známý jako Nate Archibald nebo Tiny Archibald (* 2. září 1948 New York), je bývalý americký basketbalista. V National Basketball Association vynikl jako rychlý rozehrávač s přesnou střelou ze střední vzdálenosti. Patří mezi padesátku nejlepších exekutorů trestných hodů v historii NBA.
Pochází z jižního Bronxu a je nejstarší ze sedmi dětí. Na vysoké škole hrál za Arizona Western College a University of Texas at El Paso. V roce 1970 byl draftován profesionálním týmem Cincinnati Royals. Hrál za něj do roku 1976, kdy přestoupil do New York Nets, kde strávil jednu sezónu, pak odešel do Buffalo Braves, kde však pro zranění Achillovy šlachy nenastoupil. V letech 1978 až 1983 byl hráčem Boston Celtics, s nimiž vyhrál v roce 1981 NBA. Svoji poslední sezónu 1983/84 strávil v klubu Milwaukee Bucks. Celkem odehrál v NBA 876 zápasů ve čtrnácti sezónách a nastřílel 16 481 bodů. V sezóně 1972/73 byl se 34 body na zápas nejlepším střelcem ligy a zároveň jako jediný v historii NBA zaznamenal ve stejné sezóně také nejvíc asistencí. Třikrát byl vybrán do nejlepší pětky soutěže (1973, 1975 a 1976) a šestkrát se zúčastnil utkání hvězd (1973, 1975, 1976, 1980, 1981 a 1982).
Po ukončení hráčské kariéry dokončil vysokoškolské vzdělání na Fordham University. Byl trenérem týmů New Jersey Jammers a Long Beach Jam, pracoval také jako učitel tělocviku v Harlemu.
Byl jmenován do National Collegiate Basketball Hall of Fame a Basketball Hall of Fame, v roce 2021 byl zařazen do výběru 75 nejlepších hráčů za 75 let existence NBA.